# Накипу
Накипу (груз. ნაკიფუ) — село в Грузии, на территории Цаленджихского муниципалитета края (мхаре) Самегрело-Верхняя Сванетия.

## География
Село находится в западной части Грузии, к востоку от реки Чанисцкали, на расстоянии приблизительно 2 километров (по прямой) к юго-юго-востоку от города Цаленджиха, административного центра муниципалитета. Абсолютная высота — 275 метров над уровнем моря.

## Население
По результатам официальной переписи населения 2014 года, в Накипу проживало 753 человека (372 мужчины и 381 женщина). В национальной структуре населения грузины составляли 100 %.
| Год  | Население, человек |
| ---- | ------------------ |
| 2002 | 1589               |
| 2014 | ↘ 753              |